# バベル (学校)
バベルは、東京の翻訳学校。英語表記は"BABEL UNIVERSITY Professional School of Translation"。

## 沿革
- 1974年 - 創業。翻訳家養成講座(通信制)開講。
- 1976年 - 月刊『翻訳の世界』創刊。第1回「翻訳奨励賞」実施。
- 1977年 - 3月に「株式会社日本翻訳家養成センター」（後に「株式会社バベル（BABEL）」とする）を設立して法人化した。（創業1974年4月） とする。
- 1978年 - 「バベル翻訳・外語学院」東京校開校。
- 1982年 - 「バベル翻訳・外語学院」大阪校開校。
- 1984年 - 「バベル翻訳・外語学院」名古屋校開校。
- 1989年 - リーガル・コミュニケーション協会設立。
- 1999年 - 「バベル翻訳・外語学院」を「BABEL UNIVERSITY」に改称。
- 2000年 - オンライン翻訳専門職大学院（USA）「BABEL UNIVERSITY Professional School of Translation」開校。
- 2007年 - 「Professional English School（企業内プロフェッショナル英語研修）」開校。
- 2012年 - 「翻訳出版オンラインワークショップ」開講。
- 2022年 - オンライン図書館「知求翻訳図書館」創設。

## 学長
- 湯浅美代子

## 所在地
- 東京都武蔵野市吉祥寺南町2-13-18